# Cicloconversor

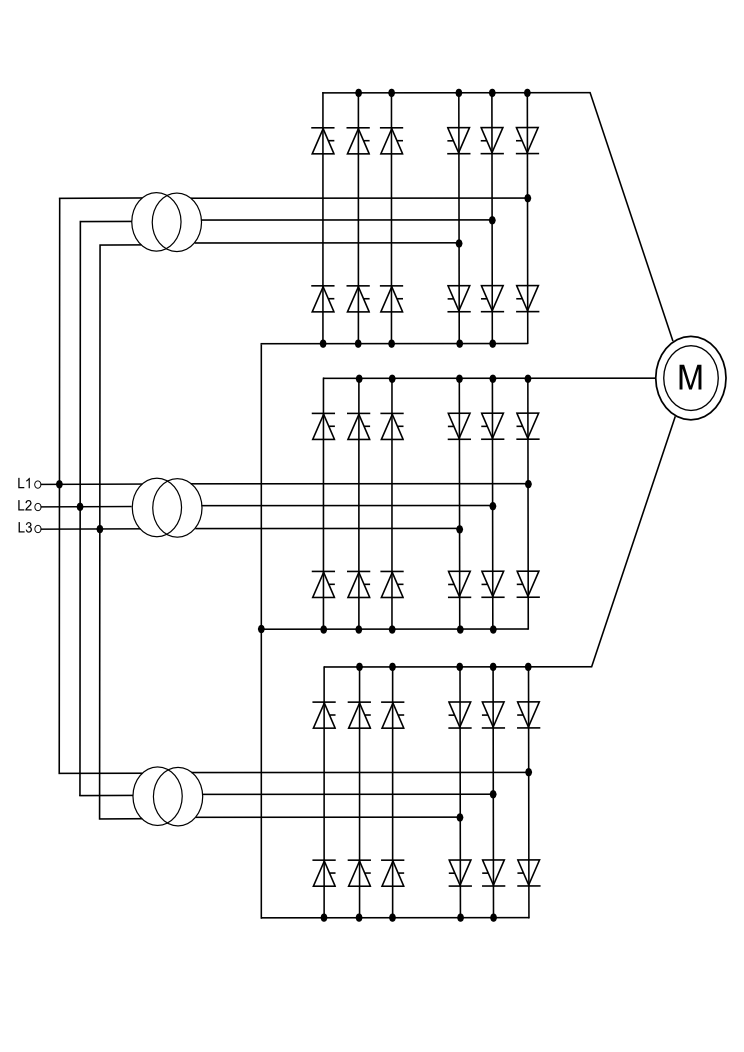
Cicloconvertidor para corriente alterna trifásica.

Un cicloconversor es un convertidor estático de potencia que convierte un voltaje AC, como el suministrado por la red eléctrica, a otro voltaje AC sin la necesidad de una etapa intermedia de CC. La amplitud y la frecuencia del voltaje de entrada tienden a ser fijas, mientras que tanto la amplitud como la frecuencia del voltaje de salida pueden ser variables dependiendo del control.
A diferencia de otros convertidores estáticos, en este equipo la conversión se hace directamente de corriente alterna a corriente alterna, sin que exista un enlace intermedio de corriente continua ni elementos almacenadores de energía. Para ello, y mediante la conmutación de semiconductores, la forma de onda del voltaje de salida se va construyendo por segmentos de la forma de onda de los voltajes de entrada. Es por esto que además la forma de onda resultante es necesariamente de menor frecuencia que la de entrada.

## Aplicaciones
Una aplicación típica de un convertidor AC-AC es el control de la velocidad de un motor de tracción AC (un tipo de motores eléctricos utilizados en locomotoras) y la mayor parte de estos convertidores tienen una salida de potencia alta, de la orden unos megavatios y SCRs son usados en este recorrido. En contraste, bajo coste, el poder bajo convertidor para el poder bajo AC motores está también en el uso y muchos de éstos el recorrido tiende a usar triacs en el lugar de SCRs. A diferencia de un SCR, que conduce en sólo una dirección, un triac es capaz de la conducción en una u otra dirección.
Otras importantes aplicaciones para estos equipos son en la gran minería, y abarcan las siguientes:
- accionamiento eléctrico sin engranajes (gearless) mediante motores anillo para molinos semiautógenos (SAG) y de bolas de gran potencia
- accionamiento eléctrico sin engranajes (gearless) para correas transportadores de gran potencia.
- accionamiento eléctrico sin engranajes (gearless) para elevadores (hoists)